# Rock the Night: Collectors' Edition
Rock The Night, Collectors' Edition è un video, pubblicato in DVD, del gruppo Europe. Si associa alla raccolta in 2 CD Rock The Night - The Very Best of Europe, pubblicata nel 2004. In Nord America il DVD è stato pubblicato come Rock The World.

## Tracce
| 1. The Final Countdown 2. Rock The Night 3. Carrie 4. Cherokee 5. Superstitious 6. Open Your Heart 7. Let the Good Times Rock 8. Prisoners in Paradise 9. I'll Cry For You 10. Halfway to Heaven | - Swedish Rock Championship: Luciarock [SVT 1982] - include performance di In The Future to Come e The King Will Return - TV Show: Casablanca - Interview in recording studio [SVT 1983] - intervista nello studio di registrazione, dopo aver vinto il premio "Swedish Rock Championship" - TV Show "Bagen/Rocksugen" [SVT 1984] - live dal club Studion di Stoccolma con Scream of Anger, Ninja, Dreamer e Memories - News feature: - "Rapport" - Tour Premiere in Örebro, Sweden [SVT 1986] - TV Show: - "Ritz" - On tour in the USA [SVT 1988] |